# Cederstövslända
Cederstövslända (Ectopsocopsis cryptomeriae) är en insektsart som först beskrevs av Günther Enderlein 1907.  Cederstövslända ingår i släktet Ectopsocopsis och familjen rektangelstövsländor. Arten är reproducerande i Sverige. Inga underarter finns listade i Catalogue of Life.